# Vuohisaari (ö i Mellersta Finland, Joutsa, lat 61,68, long 25,55)
Vuohisaari är en ö i Finland. Den ligger i sjön Päijänne och i kommunen Luhango i den ekonomiska regionen  Joutsa ekonomiska region  och landskapet Mellersta Finland, i den södra delen av landet, 170 km norr om huvudstaden Helsingfors. Öns area är 5 hektar och dess största längd är 340 meter i nord-sydlig riktning.